# Maria Ormani
Maria Ormano degli Albizzi, conocida como Maria Ormani (Florencia, 1428-c. 1470), fue una monja ermitaña agustina italiana escritora e ilustradora de manuscritos.
Era nieta de Rinaldo degli Albizzi, líder del aristocrático partido güelfo; tanto su padre Ormanno como su abuelo Rinaldo fueron exiliados cuando la familia Medici regresó a Florencia en 1434. María vivió la agitación de su condena, salida y confiscación de las propiedades familiares durante este exilio. En 1438 ingresó en el convento de Santa Caterina al Monte, conocido como San Gaggio, situado en las afueras de las murallas de Florencia. Las monjas de San Gaggio formaban una comunidad de élite con una biblioteca excepcional heredada del cardenal Pietro Corsini. Copiaban sus propios breviarios y manuscritos para los frailes agustinos de Santo Spirito, Florencia, y para el nuevo convento de monjas agustinas de Santa Monaca. También se dedicaron a la industria textil y produjeron finos linos e hilos de oro.

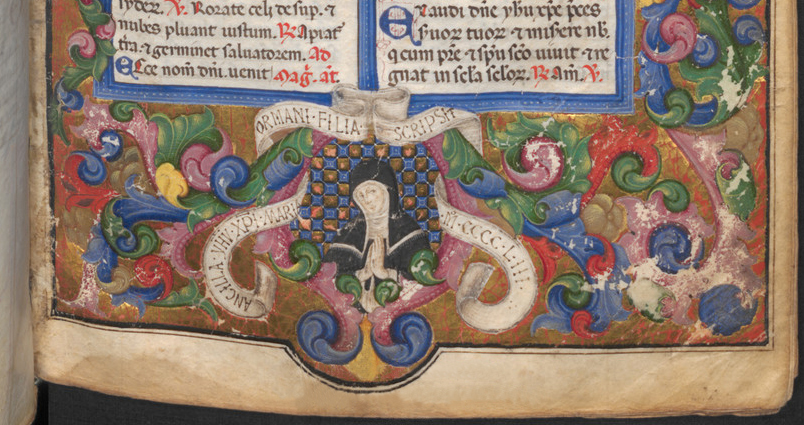
Página manuscrita con el retrato dibujado de Ormani (1453).

La obra más notable de Maria di Ormanno degli Albizzi es un aparente autorretrato en el breviario Breviarium cum calendario parthenonis ordinis s. Augustini in ditione Bononiensi (Ms. Cod. 1923, Oesterreichische Nationalbibliothek, Viena) que firmó y fechó en 1453. Se trata del primer autorretrato fechado de una mujer artista en el arte del Renacimiento italiano. Su imagen está enmarcada por un pergamino con una inscripción en latín que la describe como «sierva de Dios, hija de Ormani y escritora del libro». Su inscripción menciona el nombre de pila de su padre, pero omite el apellido de la familia. María dibujó su rostro con punta de plata en el bajo de la página del frontispicio del Adviento, pero no pintó el borde ni la mayoría de las iniciales. Basándose en el estilo, las otras iniciales y bordes del breviario fueron terminados por iluminadores del norte de Italia en la década de 1470. El retrato de María se diferencia de los retratos de mujeres seculares florentinas de mediados del siglo XV por su pose frontal y su mirada directa de «autodeterminación».

## Vida conventual y el trabajo de escriba
María no acompañó a su familia al exilio cuando su padre Ormanno y su abuelo Rinaldo, sino que se convirtió en novicia en San Gaggio el 20 de noviembre de 1438, con su dote pagada a través del Comune florentino. Este convento ofrecía conexiones familiares, una comunidad aristocrática y una biblioteca extraordinaria. El inventario de la biblioteca enumera 132 textos religiosos, incluidas las cartas de los santos Pablo, Jerónimo y Bernardo, las homilías de San Juan Crisóstomo, los sermones de Inocencio III, Clemente VI, los escritos de Pedro Damián y Santiago de la Vorágine y obras doctrinales de los santos. Gregorio, Ambrosio, Augustín y Jerónimo. Había misales decorados, breviarios y biblias que proporcionaban modelos para el trabajo de copiado, así como libros de gramática y diccionarios para la educación de las monjas. María vivió en este entorno cultural de élite con las hijas de las familias patricias, incluidos los Medici, Orsini y Rinuccini hasta algún momento antes de 1471, cuando desapareció de las listas de residentes del convento.
En mayo de 1449 aparece el primer registro de la obra de escriba de Maria di Ormanno degli Albizzi. Copiaba la Summa de casibus conscientiae de Bartolomeo da San Concordio, conocida en lengua vernácula como La Summa Pisanella, para el clérigo Antonio di Paolo di Valdambra.

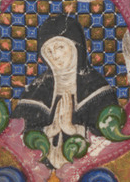
Primer plano del "Autorretrato de Maria Ormani degli Albizzi".

## Contexto del autorretrato
El retrato-firma de Maria di Ormanno degli Albizzi forma parte del Breviarium cum calendario parthenonis ordinis s. Augustini in ditione Bononiensi, y está situado en la parte inferior del centro de la página (bas-de-page) del primer domingo de Adviento, que a menudo albergaba escudos de armas, retratos de donantes, relatos religiosos o santos patrones, y sirvió de índice para el lector. Este lugar destacado y la firma en latín transmiten el orgullo de Maria di Ormanno degli Albizzi y su estatus social como miembro de la élite florentina. Un estudio detallado del rostro y el pergamino muestra que primero fueron dibujados con punta de plata, y luego se pintaron el hábito de la monja, el pergamino y el borde.
Si bien durante muchos siglos dentro de las limitaciones sociales de las mujeres eran que no podían exhibir su trabajo, y mucho menos sus autorretratos, el estatus social de Maria di Ormanno degli Albizzi como miembro de la élite florentina, sus referencias de piedad filial al rendir homenaje a su familia, así como el hecho de hacerlo dentro de un contexto religioso, permitieron que se expusiera su arte. Al mismo tiempo, la pose piadosa y la inscripción se hacen eco de las palabras y el gesto de la Virgen Anunciada, haciendo que su imagen imite la humildad de la Virgen, lo que habría sido apropiado para una monja agustina.

## Análisis visual de autorretrato

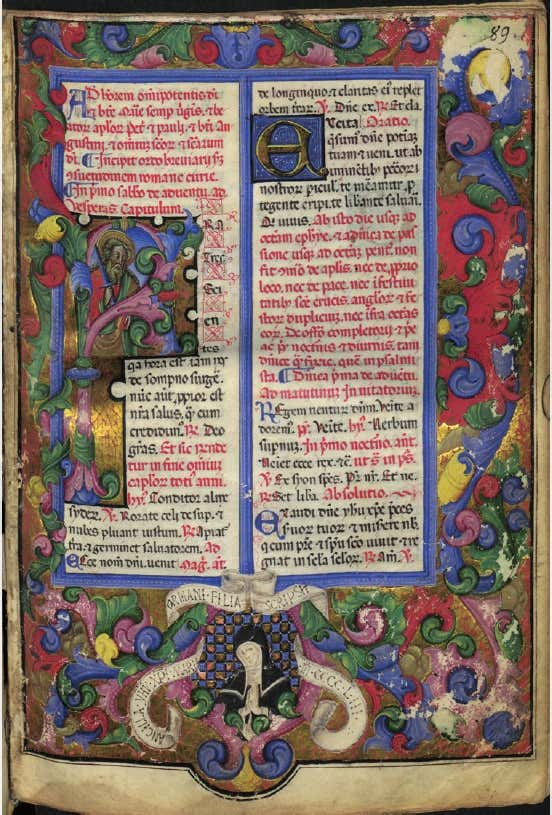
Página del manuscrito con la firma del retrato de Maria Ormani, 1453.

En el retrato-firma de Maria di Ormanno degli Albizzi se representa a sí misma delante de un fondo a cuadros dorados y azules. Su cabeza está inclinada ligeramente hacia la izquierda y la mitad de su perfil es más prominente que la otra. Sus manos están representadas alzadas en posición de oración, con las palmas juntas y los dedos tocándose ligeramente. María viste el hábito y la toca tradicional de monja en blanco y negro que enmarca su rostro. Su imagen está enmarcada por un pergamino en cascada con el texto, «Ancilla Jhesu Christi Maria, Ormani ﬁ lia, scripsit, MCCCCLIII». Esta inscripción en latín la describe como «sierva de Dios, hija de Ormani y escritora del libro».
Del borde rosa de los retratos emanan volutas ilustradas en colores verde, azul y rojo. El manuscrito está adornado con láminas de oro y volutas decorativas dentro de un borde grueso que rodea el texto principal. El texto está transcrito en tinta negra y roja siguiendo la tradición, además con un fino borde azul que lo separa de la iluminación del manuscrito.